# Clodoaldo
Clodoaldo Tavares de Santana, meglio noto solo come Clodoaldo (Aracaju, 26 settembre 1949), è un ex calciatore e allenatore di calcio brasiliano di ruolo centrocampista, campione del mondo nel 1970 con la nazionale brasiliana.

## Carriera

### Club
Clodoaldo trascorse quasi tutta la sua carriera nel Santos, nelle cui giovanili approdò a 13 anni.
Nel 1966 entrò in prima squadra e l'anno seguente, a solo 17 anni, diventò titolare per sostituire Zito, che si era ritirato dall'attività agonistica. Con il Santos vinse 5 Campionati Paulisti e nel 1968 anche il Torneo Roberto Gomes Pedrosa e la Supercoppa dei Campioni Intercontinentali. In totale disputò 510 partite e segnò 13 gol.
A 29 anni dovette operarsi al ginocchio, intervento che non gli permise più di esprimersi ai livelli di prima e così, dopo aver lasciato il Santos e aver disputato una stagione nella NASL con i Tampa Bay Rowdies e una con il Nacional di Manaus, decise di ritirarsi nel 1981.

### Nazionale
Clodoaldo conta 39 presenze (54 includendo anche le amichevoli non ufficiali) con la nazionale brasiliana, con cui esordì il 12 giugno 1969 a Rio de Janeiro in amichevole contro l'Inghilterra (2-1).
Ha fatto parte della selezione che vinse i Mondiali 1970, dove disputò tutte le 6 partite del Brasile segnando anche un gol nella semifinale contro l'Uruguay.

## Palmarès

### Giocatore

#### Club

##### Competizioni statali
- Campionato paulista: 5

Santos: 1967, 1968, 1969, 1973, 1978

##### Competizioni nazionali
- Torneo Roberto Gomes Pedrosa: 1

Santos: 1968

##### Competizioni internazionali
- Supercoppa dei Campioni Intercontinentali: 1

Santos: 1968

#### Nazionale
- Campionato mondiale: 1

Messico 1970
- Coppa d'Indipendenza Brasiliana: 1

1972